# Веласкес, Диего
Дие́го Родри́гес де Си́льва-и-Вела́скес (исп. Diego Rodríguez de Silva y Velázquez; 6 июня 1599, Севилья, Королевство Кастилия и Леон — 6 августа 1660, Мадрид, Испания) — испанский живописец, крупнейший представитель мадридской школы времён золотого века испанской живописи, придворный художник короля Филиппа IV. Диего в начале творческой жизни посвятил свои скромные картины жизни бедных людей. Он изображал ремесленников, поваров, мастеров в процессе работы. Жанр, использованный Веласкесом, назывался «бодегонес» (в переводе с испанского «трактир», «дешёвая столовая»). К этому стилю относятся его произведения «Старая кухарка» (1618), «Два молодых человека за столом» (1618), «Утренняя трапеза крестьянина» (1618). На этих картинах показана повседневная жизнь простых людей. Среди его учеников — Эстебан Мурильо и Хуан де Пареха. Единственное высказывание художника, которое сохранилось — «Предпочитаю быть лучшим в изображении уродства, а не вторым в изображении красоты».
Считается одним из главных представителей испанской живописи и одним из мастеров универсальной живописи.

## Биография
Родился 6 июня 1599 года (в некоторых источниках эта дата указывается как дата крещения) в Севилье (Испания) в семье местных уроженцев Хуана Родригеса де Сильва и Иеронимы Веласкес, чьи предки переехали в Испанию из Португалии. Родители будущего художника поженились в севильской Церкви святого Петра 28 декабря 1597 года, там же, где позже и был крещён новорождённый Диего, самый старший из восьми детей в семье. По обычаю, широко распространённому в Андалусии, Диего и его брат Хуан, также ставший художником, взяли себе фамилию матери, но сохранились образцы подписей художника, где он использовал и вторую фамилию «Сильва Веласкес».

### Учёба
Художественный талант Веласкеса открылся в раннем возрасте. Согласно биографу Антонио Паломино, по исполнении 10 лет, в 1610 году, Диего определили на учёбу в мастерскую известного севильского художника Франсиско Эрреры Старшего. Срок пребывания в мастерской Эрреры был очень кратким, так как тот имел весьма скверный характер, чего молодой ученик не смог выдержать. Обстоятельства обучения не были задокументированы, но известно, что в октябре 1611 года Хуан Родригес подписал «договор на обучение» своего сына Диего с художником Франсиско Пачеко, на шесть лет, начиная с декабря 1611. Пачеко, человек широкой культуры и многосторонне образованный, автор неизданного при жизни трактата по искусству живописи, верный последователь Рафаэля и Микеланджело и сам делавший превосходные портреты карандашом, несмотря на отсутствие большого таланта, был своим человеком в интеллектуальной среде Севильи и среди духовенства, поскольку занимал должность цензора и эксперта по церковной живописи при святейшей инквизиции в Севилье. Школа живописи Пачеко, носящая название Academia Sevillana, отражала академический, официальный взгляд на изложение религиозных сюжетов и образов. Именно в этой школе молодой Веласкес получил свою первую техническую подготовку и эстетические навыки, в ней же подружился с будущим скульптором и живописцем Алонсо Кано и знаменитым испанским живописцем Франсиско де Сурбараном.
23 апреля 1618 года девятнадцатилетний юноша женился на 15-летней дочери Пачеко Хуане Миранде. Вскоре у них родились две дочери: Франсиска в 1619 году и умершая в младенчестве Игнасия в 1621 году. Узы брака между членами разных семей испанских художников были широко распространены в то время, поскольку облегчали поиск работы и заказов.
Веласкес сдал экзамен на звание мастера 14 марта 1617 года и по поручительству Пачеко был принят в гильдию живописцев Севильи, где получил лицензию для работы в качестве художника-живописца и право «практиковать своё искусство в королевстве, иметь мастерскую и нанимать подмастерьев». Первые работы юноши были выполнены в жанре бодегонес (bodegón — трактир (исп.)) и представляли собой бытовые сценки из народной жизни, в изображении которых Диего показал себя великолепным наблюдателем. Известно около двадцати работ того периода, из которых до наших дней сохранилось только девять. К числу самых известных картин раннего Веласкеса относятся «Двое юношей у стола» (около 1618 года, Музей Веллингтона, Лондон), «Старуха, жарящая яйца» (около 1618 года, Национальная галерея Шотландии, Эдинбург), «Завтрак» (около 1618 года, Государственный Эрмитаж, Санкт-Петербург), в которой художник демонстрирует своё мастерство путём игры света на фигурах переднего плана, подчёркивающей поверхности и текстуры, «Водонос» («Продавец воды из Севильи») (около 1622 года, Музей Веллингтона, Лондон), знаменитое своими визуальными эффектами: большой глиняный кувшин отражает свет горизонтальными бороздками на наружных стенках, одновременно по его поверхности скатываются прозрачные капли воды. Произведения Веласкеса того периода, особенно его натюрморты, оказали большое влияние на современных ему севильских художников. Существует большое количество копий и имитаций оригинальных полотен мастера. Этот этап творчества художника характеризуется влиянием караваджизма — подчёркнутым реализмом в изображении предметов и точной передачей черт натуры, усиленных контрастным освещением фигур переднего плана, а также плотностью письма. Все работы выполнены с использованием тёмного, часто условного фона, лишённого глубины, что оставляет ощущение безвоздушности, в лаконичной и выразительной манере. При всём этом не возникает сомнений в жизненности и достоверности изображённых образов и сцен.
Однако уже тогда Веласкес не ограничивался простым изображением жанровых сцен на близкие севильским гражданам темы. Примером этому может послужить полотно «Христос в доме Марии и Марфы» (около 1620 г., Национальная галерея, Лондон), представляющее собой «картину в картине» и наполненное более глубоким смыслом, чем прочие работы этого периода. По сюжету молодая кухарка отрывается на минуту от приготовления пищи, повинуясь жесту старой женщины, указывающей ей на висящую на стене картину. Картина, в свою очередь, изображает сцену из Евангелия, согласно которой Христос пришёл в дом Марии и Марфы, и они, отложив домашние дела, стали слушать Его учение. Обе картины перекликаются между собой и могут восприниматься и как обычное изображение жизненного эпизода, и как аллегорическое напоминание о вечных ценностях.
Определённую аллегорию представляет собой и «Продавец воды из Севильи», на которой пожилой водонос предлагает юноше бокал с водой. На дне прозрачного сосуда заметен плод инжира, который не только придаёт воде особый вкус, но и является эротическим символом. Так картина может представлять собой вариант искушения юноши «чашей любви». Этот смысл усиливается фигурой крепкого молодого человека на заднем плане, допивающего свой бокал.

### Назначение придворным живописцем
Молодой художник приобрёл в Севилье уже достаточно хорошую репутацию. Его учитель Пачеко, а также друзья и земляки старались помочь его карьере. Севильское землячество при королевском дворе в Мадриде обладало большим весом, чему немало способствовала деятельность Гаспара де Гусмана Оливареса, имевшего обширные поместья в Севилье и бывшего с 1615 года камер-юнкером инфанта, будущего короля Филиппа IV. Используя своё влияние на наследного принца, Оливарес был активным участником непрекращающихся придворных интриг, и лоббирование кликой Оливареса государственных дел стремительно возросло. С 1622 года он возглавил правительство. Франсиско Пачеко хотел использовать эту возможность для представления своего талантливого зятя ко двору, установив соответствующие контакты, поэтому Веласкес был в первый раз отправлен в Мадрид под предлогом знакомства с коллекцией живописи Эскориала. Представить Оливаресу Веласкеса должны были придворный капеллан, епископ Хуан де Фонсека (годы жизни: 1585—1627), известный меценат и гуманист своего времени, и поэт и эрудит Франсиско де Риоха. Но, несмотря на то, что земляки, державшиеся в столице вместе, пытались помочь художнику, предстать перед монаршими персонами ему так не удалось. Однако, благодаря Хуану де Фонсеке, Веласкес всё-таки смог посетить королевскую коллекцию живописи в Эскориале, где Карлос I и Филипп II собрали произведения Тициана, Веронезе, Тинторетто и Бассано. По словам историка Хулиана Гальего, молодой художник понимал ограниченность возможностей художественных школ Севильи, и изучение королевской коллекции, особенно Тициана, оказало решающее воздействие на стилистическую эволюцию Веласкеса, который переместил акцент со строгого натурализма его севильской эпохи и от суровых землистых спектров до яркости серебристо-серого и прозрачности синего цветов к зрелому возрасту.
Впав в уныние от неудачи в Мадриде, в 1623 году Веласкес вернулся в Севилью. Но не успел он пробыть дома и двух месяцев, как его догнало письмо от Хуана де Фонсеки с известием о смерти придворного живописца Родриго де Вильяндрандо и о наличии вакансии на это место. Веласкес стремительно отправился ко двору, остановился в доме королевского капеллана поэта Луиса де Гонгора-и-Арготе, соперника Лопе де Веги, и написал его портрет, находящийся ныне в Музее изящных искусств в Бостоне. Эта работа, в которой он тонко уловил и натурально и бескомпромиссно изобразил горечь, присутствовавшую в лице позировавшего поэта, способствовала укреплению репутации Веласкеса среди столичной знати как умелого портретиста. Камердинер королевского брата кардинал-инфанта Фердинанда отнёс этот портрет во дворец и показал принцу. Кардинал-инфант пришёл в восторг и сразу заказал Веласкесу свой портрет. К тому времени изображение Гонгоры уже увидел и сам король Филипп IV. Ему понравилось настолько, что он приказал брату уступить очередь позирования. Так Веласкес наконец получил возможность показать себя.
Результатом первого позирования короля стала произведшая фурор картина «Портрет Филиппа IV с прошением», 1623 (до нашего времени не сохранилась). Молодой монарх, который был на шесть лет моложе Веласкеса, и сам брал уроки рисования у фра Хуана Баутисты Майно, сразу понял и оценил степень художественного дарования Диего. Филипп IV повторил ему обещание Александра Македонского, адресованное Апеллесу: «Никто, кроме тебя, писать меня больше не будет». Следствием этой первой встречи с королём было получение Веласкесом приказа в октябре 1623 года переселиться на жительство в Мадрид. 6 октября он был назначен придворным живописцем вместо умершего Вильяндрандо с жалованием в двадцать дукатов в месяц, не включавшим в себя будущие гонорары за картины. Впоследствии оно только увеличивалось.
Быстрая карьера Веласкеса вызвала негодование и зависть среди соперников — художников Винсенсо Кардуччи и Эухенио Кахеса, которые обвиняли Веласкеса в том, что тот способен правильно нарисовать только голову. Как описывает художник Хусепе Мартинес, это привело в 1627 году к конкурсному соревнованию между Веласкесом и ещё тремя художниками: Кардуччо, Кахесом и Анхело Нарди. Победителю предоставлялось право нарисовать картину в Большом главном зале Королевского дворца в Мадриде на тему изгнания мавров из Испании. Председатель жюри Хуан Баутиста Майно выбрал среди представленных эскиз Веласкеса и заявил о его победе. Картина украшала Эскориал до пожара, случившегося в сочельник 1734 года. Этот конкурс помог изменить устоявшиеся вкусы королевского двора, отказаться от приверженности старому стилю живописи и проникнуться новой игрой красок. В марте 1627 года Веласкес вступил в должность, предоставленную выигрышем в этом конкурсе, с годовым окладом в 350 дукатов, а с 1628 года занял при дворе вакантное место умершего придворного художника Джеймса Морана, считавшееся наиболее престижным среди дворцовых мастеров. Главными задачами придворных живописцев было создание портретов королевской семьи и картин для украшения королевских покоев. Последнее предоставляло большую свободу в выборе темы и вообще в творчестве, которой не обладали художники, привязанные к заказам и спросу на рынке. Веласкес также имел право принимать частные заказы, но после переезда в Мадрид ему было рекомендовано писать только влиятельных персон королевского двора. Известно, что он написал несколько портретов короля, его жены и графа-герцога. Некоторые из них — например, два конных портрета — в мае 1627 года были отправлены герцогу Гонзаге в Мантую его мадридским посланником, а некоторые погибли при пожаре 1734 года.

### Первое путешествие в Италию
В июле 1629 года художник, получив от короля разрешение, в сопровождении генерала Спинолы, только что назначенного командующим испанскими войсками в Италии, покинул Мадрид. Путешествие по Италии нельзя было назвать приятным: должность королевского камергера, статус протеже графа Оливареса и наличие спутника-генерала вызывало раздражение у подозрительных итальянцев, считавших Веласкеса чуть ли не испанским шпионом. Недоброжелательность местной аристократии, возможно, слегка и задевала художника, но не более того, поскольку главную цель своего путешествия он заранее определил как «совершенствование профессионального мастерства» и желание поработать с пейзажами. Знакомство с творениями великих итальянских художников оказало заметное влияние на живописца: его стиль стал более свободным и блестящим, колорит — менее тёмным в тенях и передающим натуру в ярком освещении.
В конце августа 1629 года Веласкес прибыл в Геную. Оттуда он направился в Милан, а затем — в Венецию. Именно в Венеции художник столкнулся с наиболее яростным неприятием итальянцами испанцев как таковых и в октябре 1629 года спешно покинул город и устремился в Рим, где, в случае чего, можно было рассчитывать на заступничество Папы. В Вечном Городе художник пробыл до конца следующего года.

### Возвращение в Мадрид (зрелый период). Придворная карьера
По возвращении в Испанию в 1631 году Веласкес был назначен гофмейстером королевского двора, в 1634 году художник получил почётное звание гардеробмейстера. Примерно в это же время Филипп IV поручил живописцу руководство оформлением интерьера нового королевского дворца в Буэн Ретиро. Художник не только руководил работами, но и сам принимал активное участие в оформлении дворца. К этому же времени относится создание Веласкесом серии картин, воспевающих военные победы Филиппа IV. Наиболее значительной из этой серии является картина «Сдача Бреды» (1634—1635, Прадо, Мадрид), в которой художник не только запечатлел историческое событие (сдачу осаждённого голландского города испанской армии 2 июня 1625 года), но и с помощью многочисленных красноречивых деталей выразил своё отношение к этому событию и его участникам. В дальнейшем подобное использование деталей стало одной из наиболее характерных особенностей стиля Веласкеса.
В 1642—1644 годах художник сопровождал короля в его походе на Арагон. В 1643 году Веласкес получил звание администратора королевского двора.

### Второе путешествие в Италию
В конце 1648 года Веласкес совершил второе путешествие в Италию. На сей раз его поездка осуществлялась по приказу короля с целью приобретения для королевской коллекции шедевров итальянской живописи и античной скульптуры. Неофициальной же целью визита художника, как придворного чиновника, было установление дипломатических контактов с разными высокопоставленными лицами Италии.
В Ватикане Веласкеса благосклонно принял новый папа римский Иннокентий X, заказавший художнику свой портрет. Картина, над которой художник проработал три месяца, в результате ошеломила весь Рим. С неё было сразу же сделано несколько копий. Сам же папа, увидев портрет, воскликнул «Слишком правдиво!» и наградил художника золотой цепью и папской медалью. Живописец был избран членом Римской академии, на него посыпалось множество других заказов, однако художник был вынужден вернуться в Мадрид, так как король торопил его с возвращением.
К этому же времени относится создание Веласкесом своей самой, пожалуй, необычной картины «Венера перед зеркалом». Необычным в ней было всё — от темы (до Веласкеса никто подобных полотен в испанской живописи не создавал) до её воплощения и даже смысла. По сути на холсте в образе богини любви изображена обыкновенная женщина, смотрящаяся в зеркало, что придаёт картине оттенок доброй иронии автора: Веласкес как бы подсмеивается над ожиданиями зрителей увидеть в очередной раз античную Венеру и в то же время даёт понять, что любая женщина является богиней такого высокого чувства. При наличии внешней мифологической атрибутики в лице услужливого купидончика божественного в картине чрезвычайно мало, вся она пронизана теплотой, человечностью, искренним восхищением земной, а отнюдь не небесной красотой, поскольку изображённая модель не так идеальна, как того требовали бы каноны подобной живописи. В то же время в картине есть и интрига в виде нарочито затемнённого отражения богини в зеркале, что как бы провоцирует зрителя на вопрос: кто же она, Венера Веласкеса? Существует предположение, что живописцу позировала для этой работы известная итальянская художница Фламиния Тривио. Некоторые исследователи предполагают, что между ними в то время вспыхнул бурный роман, закончившийся с отъездом художника на родину, и что Фламиния родила от него сына. С этой точки зрения «Венера перед зеркалом» — очень чувственный эротический портрет возлюбленной, аналога которому на тот момент в живописи ещё не было, созданный Веласкесом себе на память.
У этой картины, как и у многих других работ Веласкеса, непростая судьба. За два с половиной века она сменила нескольких владельцев, а в 1914 году на неё было совершено нападение. Одна из активных поборниц прав женщин Мэри Ричардсон в знак протеста изрубила холст тяпкой, после чего он долгое время находился на реставрации. В настоящее время картина хранится в Лондонской Национальной галерее.
Известно, что по возвращении в Мадрид художник, находясь под впечатлением от работ итальянских мастеров, создал целый ряд подобных картин, заслуживших одобрение самого короля и украсивших стены дворца. Однако до наших дней они не сохранились.

### Возвращение в Мадрид. Поздний период
25 мая 1651 года художник покинул Италию. Его возвращением в Мадрид в июне того же года искусствоведы датируют начало позднего периода его творчества. Кроме уже привычных портретов членов королевской семьи, в этот период были созданы две картины, считающиеся вершиной творчества великого художника — «Менины» (1656, Прадо, Мадрид) и «Пряхи» («Миф об Арахне») (около 1657 г., Прадо, Мадрид). Каждая из них не только является прекрасно изображённым эпизодом из жизни, но и наполнена глубоким подтекстом благодаря многим деталям, позам фигур, их расположению, освещению — всё это позволило говорить о загадках в позднем творчестве Веласкеса. Так, до сих пор идут споры о сюжете и смысле «Менин». Существует несколько версий, противоречащих друг другу. По одной из них, Веласкес изобразил перерыв в работе над портретом инфанты, когда в мастерскую заглянули её родители. По второй, наоборот, инфанта со своей свитой пришла в гости во время позирования короля и королевы художнику. По третьей же версии, художник написал своеобразный автопортрет в кругу менин, тем самым намекая на своё положение при дворе. Сам художник изображён с крестом ордена Сант-Яго на груди, который он получил тремя годами позднее, в 1659 году, — по легенде, этот крест добавил к портрету сам король Филипп IV.
Не меньше споров вызывают и «Пряхи». По одной версии, Веласкес создал аллегорию на испанскую монархию и с помощью многочисленных деталей, как и в других работах, выразил своё отношение к ней. По второй версии, картина представляет собой вариацию на темы сразу трёх античных мифов — о мойрах (богинях судьбы в древнегреческой мифологии), об Арахне и о похищении Европы — в оригинальной авторской трактовке. По третьей, «Пряхи» — это своеобразный, наполненный глубоким смыслом, эмоциями и переживаниями портрет (по образцу «Менин») двух любимых художником женщин в образе античных богинь: Хуаны Миранды в виде пожилой пряхи и Фламинии Тривио в виде молодой, изображённой спиной к зрителю.
В 1659 году король произвёл Веласкеса в рыцари Ордена Сантьяго. Последним событием, в котором Веласкес принимал участие, стало устройство брака между Людовиком XIV и старшей дочерью Филиппа IV Марией Терезией, заключённого в честь Пиренейского мира. Церемония состоялась на Острове Фазанов посреди реки Бидасоа в июне 1660 года. Художник вернулся в Мадрид 26 июня, 31 июня его сразила лихорадка.
Несмотря на усилия королевских врачей, 6 августа 1660 года, на 62-м году жизни, Диего Веласкес скончался. На следующий день он с почестями, положенными рыцарю, был похоронен в мадридской церкви Иоанна Крестителя, где восемью днями позже была похоронена и его жена Хуана, умершая 14 августа. Во время наполеоновских войн в Испании и церковь и их могилы были уничтожены французами.

## Творчество

### Севильский период
Ранние полотна севильского периода в основном были созданы в жанре бодегонов (исп. bodegon — трактир) и представляют собой натюрморты, кухонные сцены, трактирные зарисовки: «Завтрак» (ок. 1617—1618), «Старуха, жарящая яйца» (ок. 1620), «Завтрак двух юношей» (1618), «Водонос» (ок. 1621). В похожем стиле написаны и несколько религиозных картин этого же периода — «Непорочное зачатие» (1618), «Христос в доме Марфы и Марии» (1618), «Поклонение волхвов» (1619).
В этих работах ощущается внимательное изучение молодым Веласкесом караваджистского искусства, многие образцы из которого были доступны в Севилье, и долгое пребывание в мастерской Пачеко: работа с натуры, тщательность рисунка, точность сходства с моделью.

### Придворный живописец
В мадридский период мастерство художника совершенствуется. Он обращается к редким для испанской живописи античным сюжетам, стремясь трактовать их по-своему, без оглядки на предшествующие традиции («Триумф Вакха», 1628—1629; «Кузница Вулкана», 1630), а также историческим — «Сдача Бреды» (1634). К этому же времени относится большая часть дошедших до наших дней парадных портретов короля и членов королевской семьи и несколько картин на религиозные темы. Именно портреты, созданные Веласкесом в этот период, принесли ему заслуженную славу мастера этого жанра. Несмотря на отсутствие в них жестов и движений, они необычайно реалистичны и естественны. Фон подобран так, чтобы максимально оттенять фигуру, цветовая гамма строгая, но оживляется тщательно подобранными сочетаниями цветов. Подобным же образом выписан пейзаж: чаще всего он условен и придаёт портрету символический характер, но вместе с тем он реалистичен и достоверно отражает испанский ландшафт. Постепенно отходя от традиций своих предшественников, художник стремился к психологической точности в изображении своей модели и ставил своей задачей передать не только характер человека, но и показать противоречивость его черт. В наивысшей степени это удалось ему в серии портретов придворных шутов (Los truhanes), которых, по некоторым сведениям, при дворе Филиппа IV имелось более сотни. Каждый такой портрет передаёт не только характер, но и трагедию человека, зачастую благородного происхождения, образованного и умного, волею судьбы принуждённого играть определённую роль.
Кроме этой серии, наиболее известны портреты дона Хуана Матеоса (1632), графа-герцога Оливареса (1638), неизвестной дамы с веером (ок. 1638—1639), художника Портрет Хуана де Парехи (ок. 1650), папы Иннокентия X (1650), серия монархических конных портретов. Портретам позднего периода творчества Веласкеса в большой степени свойственен артистизм и психологическая завершённость (портреты инфант Марии Терезы, 1653—1659 и Маргариты Австрийской, 1652—1659; короля Филиппа IV, 1655—1656).

## Ученики и последователи
Непосредственным продолжателем и наследником должности Веласкеса при дворе стал его ученик и муж дочери Франсиски Хуан Батиста дель Масо. Но он не обладал талантом своего предшественника и смог воспроизводить лишь некоторые внешние формы. Другой ученик Веласкеса — автор портретов и религиозных картин Хуан де Пареха, бывший слугой в его мастерской (по другим сведениям — раб, которому художник дал вольную). Веласкес изобразил этого мавра на одном из лучших своих портретов (ок. 1650).
После Веласкеса при мадридском дворе короля Карлоса II работали Клаудио Коэльо и Хуан Каррено де Миранда. Со сменой правящей династии, в период Испанских Бурбонов французское барокко и рококо вытеснило в высших слоях столь прекрасно созданный Веласкесом реализм и натурализм.
Позже к наследию Веласкеса обратились романтики и импрессионисты.

## Известные картины

### Религиозные, исторические и мифологические сюжеты
- «Поклонение волхвов» (1619, Прадо, Мадрид)
- «Христос в доме Марфы и Марии» (1620, Национальная галерея, Лондон)
- «Изгнание мавров» (1627, Прадо, Мадрид)
- «Триумф Вакха, или Пьяницы» (1628, Прадо, Мадрид)
- «Кузница Вулкана» (1630, Прадо, Мадрид)
- «Окровавленный плащ Иосифа приносят Иакову» (1630, монастырь Сан — Лоренсо, Эскориал)
- «Распятый Христос[исп.]» (1632, Прадо, Мадрид)
- «Сдача Бреды (Лес Копий)» (1634—1635, Прадо, Мадрид)
- «Бог войны Марс» (около 1640, Прадо, Мадрид)
- «Эзоп» (около 1640, Прадо, Мадрид)
- «Коронование Марии» (1645, Прадо, Мадрид)
- «Меркурий и Аргус» (около 1659, Прадо, Мадрид)
- «Венера с зеркалом» (1644)

### Портреты
- «Портрет молодого испанца» (1630—1631, Старая Пинакотека, Мюнхен)
- «Портрет графа Оливареса» (ок.1638, Эрмитаж, Санкт-Петербург)
- «Конный портрет короля Филиппа IV» (1635, Прадо, Мадрид)
- «Автопортрет» (1640, Музей изящных искусств, Валенсия)
- «Дама с веером» (1640—1642, Собрание Уоллеса, Лондон)
- «Портрет Филиппа IV в военном костюме, называемый Ла Фрага» (1644, Нью-Йорк, Галерея Фрик)
- «Портрет Филиппа IV» (1656, Прадо, Мадрид)

(Всего было написано около полутора десятков портретов короля в течение 37 лет)
- «Портрет папы Иннокентия X» (1650, Рим)
- «Портрет инфанты Марии Терезы» (1651, собрание Леман, Нью-Йорк)
- «Менины (Фрейлины)» (1657, Прадо, Мадрид)
- «Портрет инфанты Маргариты» (Музей искусств им. Богдана и Варвары Ханенков, Киев[11])

## Память
- Диего Веласкесу посвящено стихотворение Бальмонта «Веласкес».
- Именем Веласкеса назван бульвар в поселении Сосенское Новомосковского административного округа города Москвы[12].
- В честь Веласкеса назван одноимённый кратер[вд] на Меркурии.
- Диего Веласкес появляется в качестве постоянного персонажа второго плана в телесериале «Министерство времени»[13].
- 2015 — Диего Веласкес, или «Дикий реализм» / Diego Velázquez ou le réalisme sauvage (реж. Карим Айнуз / Karim Aïnouz) — документальный фильм